# Glazurowanie (technologia żywności)
Glazurowanie – w technologii przetwórstwa rybnego zabieg technologiczny polegający na nałożeniu warstewki lodu na rybę (filet). Prócz ryb glazuruje się czasem tuszki drobiowe, wątrobę wieprzową itp. 
Wyróżnia się dwie techniki: glazurowanie natryskowe i immersyjne. 
1. Glazurowanie immersyjne polega na zanurzeniu jedno bądź dwukrotnym ryby zamrożonej w wodzie o temperaturze 1-2 stopnia Celsjusza na okres ok. 20 sekund w odstępie czasowym około 30 sekund.
2. Glazurowanie natryskowe polega na natryskiwaniu wody o temp 1-2 stopnia Celsjusza na zamrożoną rybę.

Z technologicznego punktu widzenia bardziej efektywne jest glazurowanie immersyjne, gdyż pozwala na jednolite zaglazurowanie całej powierzchni ryby.
Zabieg ten ma na celu odcięcie surowca od tlenu, zapobiega wysuszce i oparzelinie mrozowej. Glazurowanie pozwala przedłużyć trwałość ryby o 3-4 miesiące. 
Roztwory glazurujące miewają również dodatki. Dodatek kwasu mlekowego obniża pH i uniemożliwia rozwój niektórym drobnoustrojom, dodatek NaCl również ma działanie bakteriostatyczne. 
Prócz glazurowania wodą stosuje się jeszcze alginowanie. Surowiec moczy się w żelach alginowych, które nie ulegają sublimacji i rekrystalizacji, ponadto mają niższą temperaturę topnienia niż woda (-3 do -4 stopnia Celsjusza), przez co można je usunąć z surowca, który jest jeszcze zamrożony.